# Šu Demei
Šu Demei (kitajsko: 徐徳妹; pinjin: Xu Demei), kitajska atletinja, * 23. maj 1967, Džedžjang, Ljudska republika Kitajska.
Nastopila je na poletnih olimpijskih igrah leta 1992 v metu kopja, kjer se ni uvrstila v finale s štirinajstim mestom. Na svetovnih prvenstvih je leta 1991 dosegla uspeh kariere z osvojitvijo naslova prvakinje. Na azijskih prvenstvih je osvojila zlato in srebrno medaljo.